# Coppermine river incident

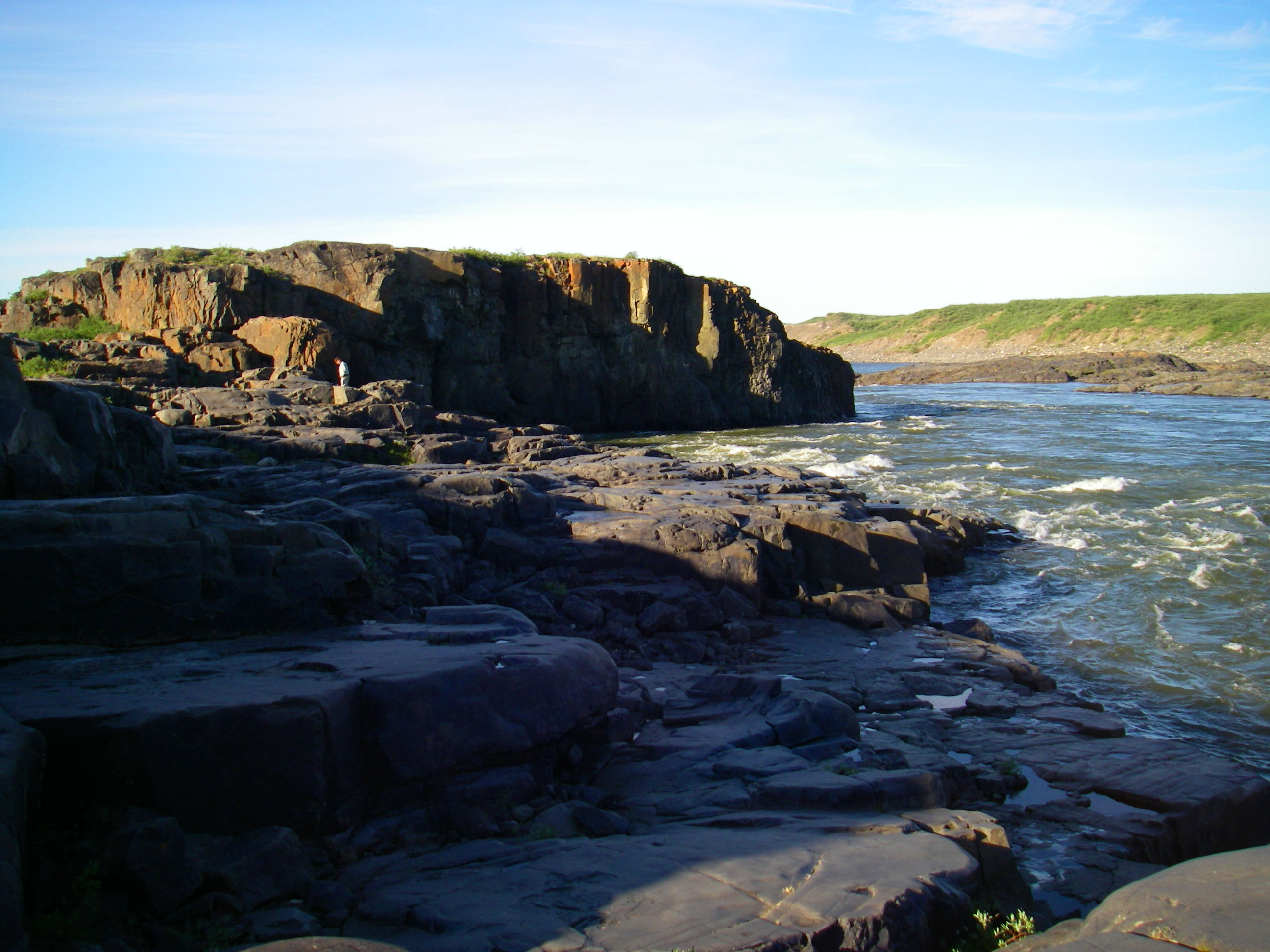
Bloody Falls

Het Coppermine river incident vond plaats op 17 juli 1771 in Noord-Canada, ongeveer 15 km stroomopwaarts vanaf de riviermonding. In Engelstalige bronnen wordt dit het Bloody Falls Massacre genoemd, omdat er een waterval in de buurt is. Een groep Inuit die hun kampement aan de oever had opgeslagen, werd aangevallen door een groep Dene indianen. Ongeveer 20 Inuit werden daarbij gedood. De indianen begeleidden een ontdekkingsreis van de Engelsman Samuel Hearne (1745 - 1792), die in opdracht handelde van de Hudson's Bay Company (HBC). De plaats van het gebeuren ligt nabij het huidige Kugluktuk, Nunavut. In 1978 werd het aangewezen als National Historic Site. In 1996 vond er een "healing" ceremonie plaats tussen vertegenwoordigers van de Dene indianen en de Inuit.

## Begin van de expeditie
Hearne begon zijn reizen op circa 24-jarige leeftijd. Hij opereerde vanuit Churchill, een handelspost van de HBC. De opdrachten die hij meekreeg waren divers. Hij moest de indianen in de noordelijke gebieden aanzetten tot bonthandel. Vooral beverbont was zeer gewild en de indianen zouden als goede jagers voor aanvoer kunnen zorgen. Bovendien moest hij letten op de mogelijkheid van een Noordwestelijke doorvaart naar de Grote Oceaan, en nagaan of de geruchten over rijke vindplaatsen van koper langs een nog onbekende rivier in het noorden, op waarheid berustten.
De eerste en tweede reis die hij maakte waren geen succes. Op de derde reis voorzag hij zich van deskundige hulp in de persoon van de indianenleider Matonabbee (1737 - 1782). Deze regelde de begeleiding voor de grootste expeditie die 19 maanden zou duren.

Zo werd Hearne voorzien van dragers, jagers, kleermakers en koks in de vorm van enkele tientallen Chipewyan indianen (subgroep van de Dene); zowel mannen, vrouwen en hun kinderen. Uit de beschrijvingen in Hearne's dagboek blijkt dat hij Matonabbee hoog inschatte om zijn persoonlijkheid en leiderschap en ze gingen vriendschappelijk met elkaar om. Zijn uitgebreide verslag van deze expeditie geeft behalve een beschrijving van hun voortgang, ook veel antropologische informatie over de indianenvolken in die tijd en dat gebied. Hearne verkeerde langdurig in hun gezelschap. Ook geeft het verslag inzicht in flora en fauna.

De groep vertrok begin december 1770 uit Churchill. Eind mei 1771, na een kampement van enkele dagen bij Peshew Lake om de (draagbare) kano's te maken die ze nodig zouden hebben, werd besloten dat de meeste vrouwen en kinderen daar zouden achterblijven. Inmiddels hadden circa 60 andere indianen uit die omgeving zich bij de groep van Hearne aangesloten. Tijdens het oponthoud bij het meer was men ook bezig geweest met het maken van wapenschilden. Hierdoor, en ook omdat Matonabbee erover sprak, begon Hearne zich te realiseren wat ze van plan waren: zo mogelijk in noordelijker gebied Inuit aanvallen. Hij trachtte hen over te halen ervan af te zien maar deze bemoeienis viel niet in goede aarde. Zich realiserend dat zijn leven en veiligheid van hen afhing matigde hij zijn toon.

Hij maakte wel duidelijk dat hijzelf de Eskimo's niet vijandig gezind was en geen reden zag ze aan te vallen. In zijn verslag geeft hij daarbij aan dat het voor één buitenstaander niet mogelijk is een eeuwenlang conflict tussen twee volken te veranderen. Er wordt geen melding gemaakt van de oorzaken van de vijandschap. Overigens stoorden de indianen zich ook niet aan opmerkingen die hij maakte over hun jachtmethoden. In gebieden met veel wild doodden ze meer herten dan op dat moment nodig was, gebruikten alleen de beste delen en lieten de rest achter. Zijn pogingen hen hiervan af te laten zien waren nutteloos.  

Eind juni arriveerden ze bij een nederzetting van Copper- of Yellowknives indianen (subgroep van de Dene) waar ze ruim een week verbleven. Begin juli lieten ze de laatste vrouwen en kinderen daar achter en de groep trok verder. Een aantal Yellowknives gaan mee. Het totale aantal personen was regelmatig aan verandering onderhevig, doordat anderen zich aansloten of de groep weer verlieten.

## De aanval
Op 13 juli 1771 werd de Coppermine bereikt. De rivier was smaller dan volgens de verhalen die Hearne erover had gehoord, hooguit 150 meter, met ondiepten en watervallen. Absoluut ongeschikt om vanuit de Noordelijke IJszee te bevaren. De indianen zonden drie spionnen uit die langs de rivier op zoek gingen naar Eskimo's. Op de 16e kwamen de verkenners terug en meldden de aanwezigheid van vijf tenten, 12 mijl noordwaarts aan de oever. Direct daarna gingen de indianen zich voorbereiden op een verrassingsaanval komende nacht (In juli wordt het daar niet donker). Onder dekking van het terrein werd de afstand afgelegd en men slaagde erin om slechts 200 meter van de tenten onopgemerkt in hinderlaag te gaan.

Er was sprake van een grote, goed bewapende overmacht tegenover de bewoners van vijf tenten. Op de 17e rond 01.00 uur werd de aanval op de slapende Inuit ingezet. Omsingeld en compleet verrast in de slaap, kunnen ze geen kant op. Hearne is voor eigen veiligheid in de achterhoede meegekomen. Hij was getuige van de slachtpartij en noemde deze "shocking beyond description". In zijn reisverslag geeft hij details. Nadat alle ruim 20 Inuit zijn gedood werden spullen van waarde uit de tenten meegenomen. Een groep van 7 tenten die ze verderop aan de overkant ontdekten, wordt enkele uren later aangevallen. Hier viel nog één slachtoffer, de andere bewoners vluchtten bijtijds in hun kano's de rivier op naar een grindbank. Ook deze tenten werden leeggeroofd en compleet vernield in het zicht van de eigenaren. Wat verderop werd nog een oude vrouw die bezig was met zalmen vangen, gedood.

## Einde van de expeditie
Op 18 juli 1771 bereikten ze de monding van de Coppermine in de Coronationgolf, een binnenzee van de Noordelijke IJszee. Na de terugtocht via het Groot Slavenmeer werd eind juni 1772 de handelspost in Churchill bereikt. Samuel Hearne schatte de resultaten van de expeditie niet hoog in, afgezien van het in kaart brengen van onbekende gebieden. De bonthandel werd slechts beperkt uitgebreid. Een Noordwestelijke doorgang werd ook op deze tocht niet ontdekt en kopererts werd vrijwel niet gevonden. Het gebeuren met de Inuit is hem zijn verdere leven bijgebleven. Matonabbee verhing zich nadat hij in 1782 hoorde dat de handelspost door de Fransen was veroverd en Hearne zich had overgegeven. Hearne schreef dat dit het enige hem bekende geval van zelfmoord onder de noordelijke indianen was.

## Galerij

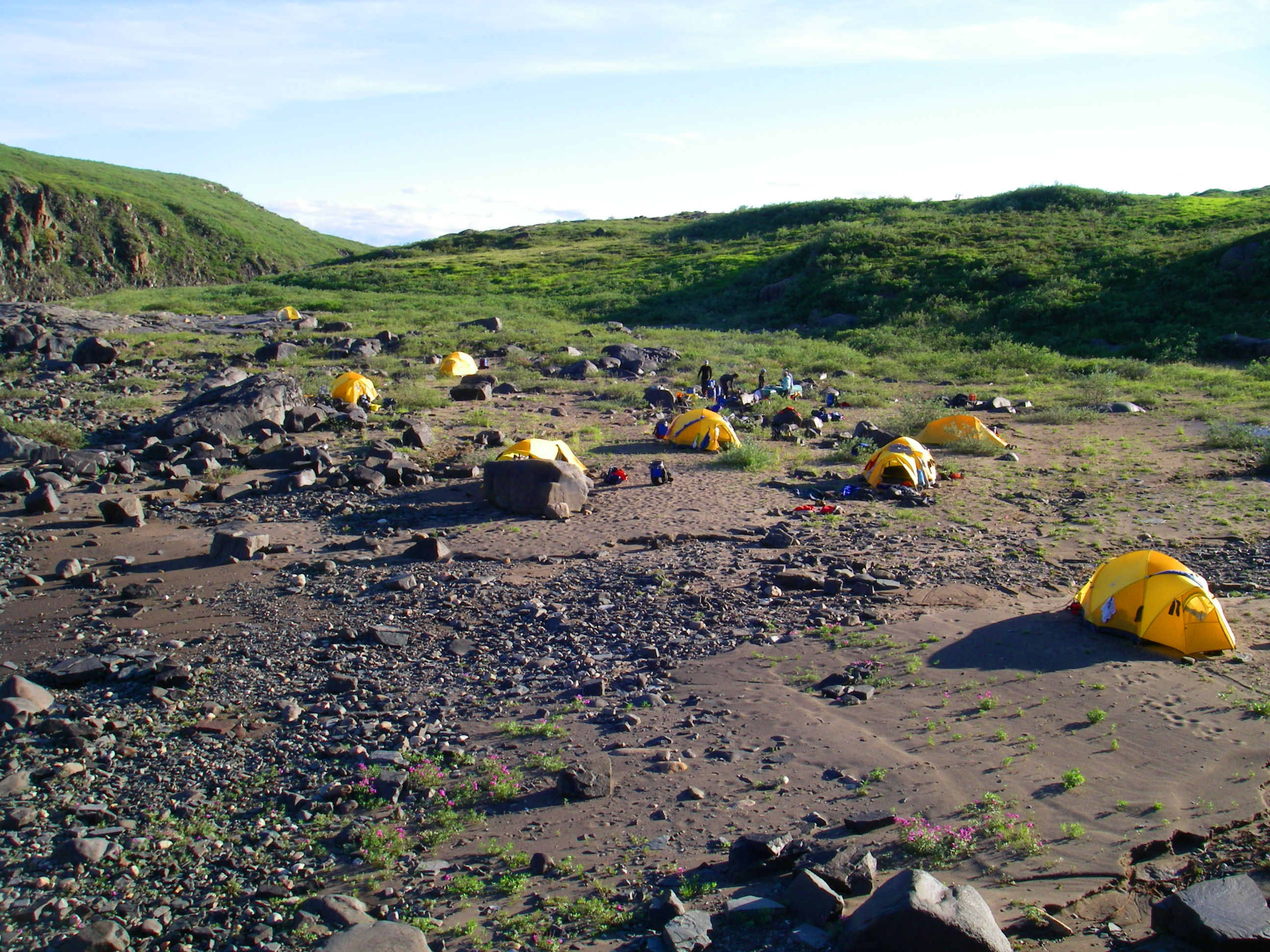
Kampeerplek van kanoërs

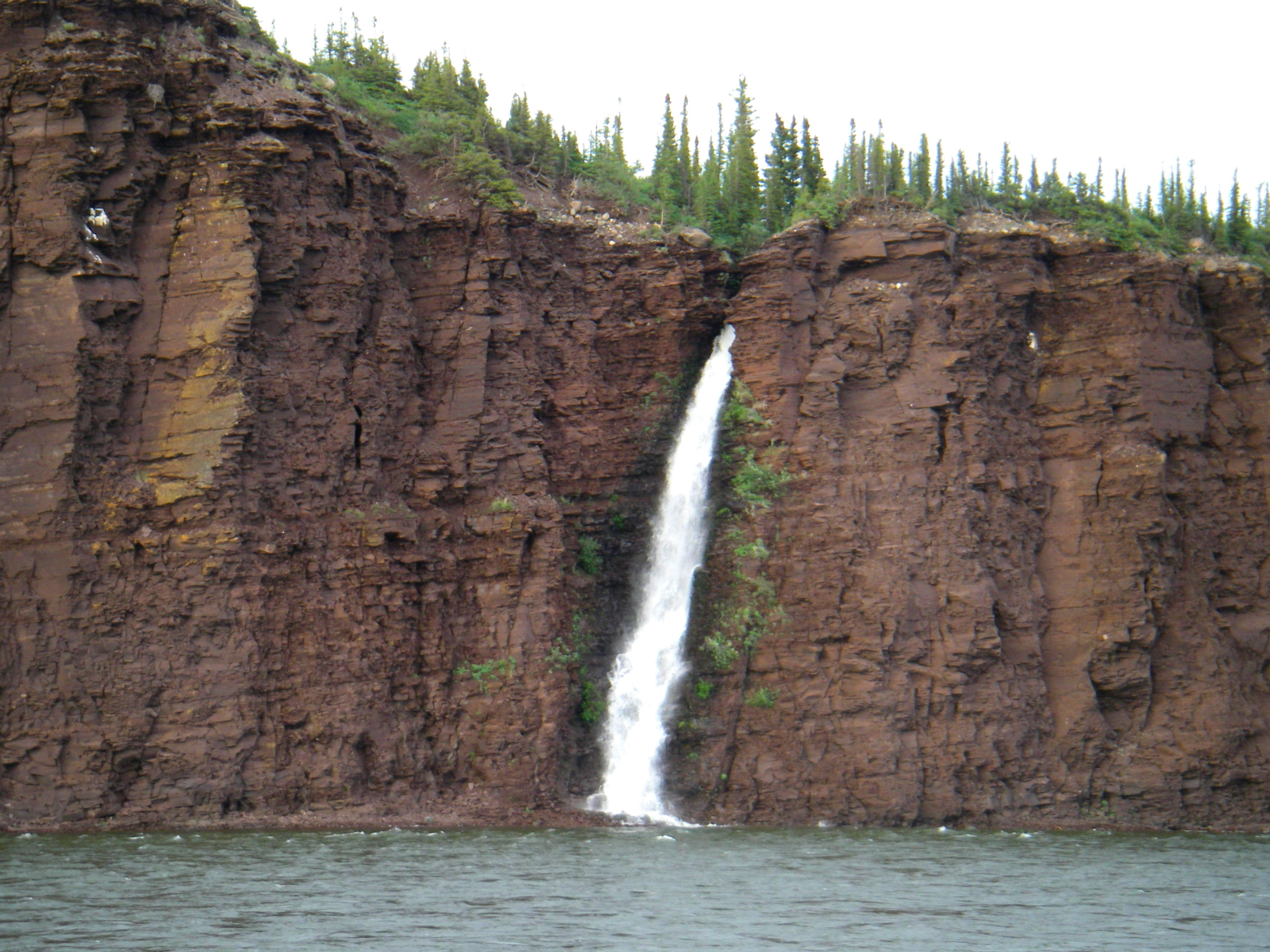
Kleine waterval stort in de Coppermine

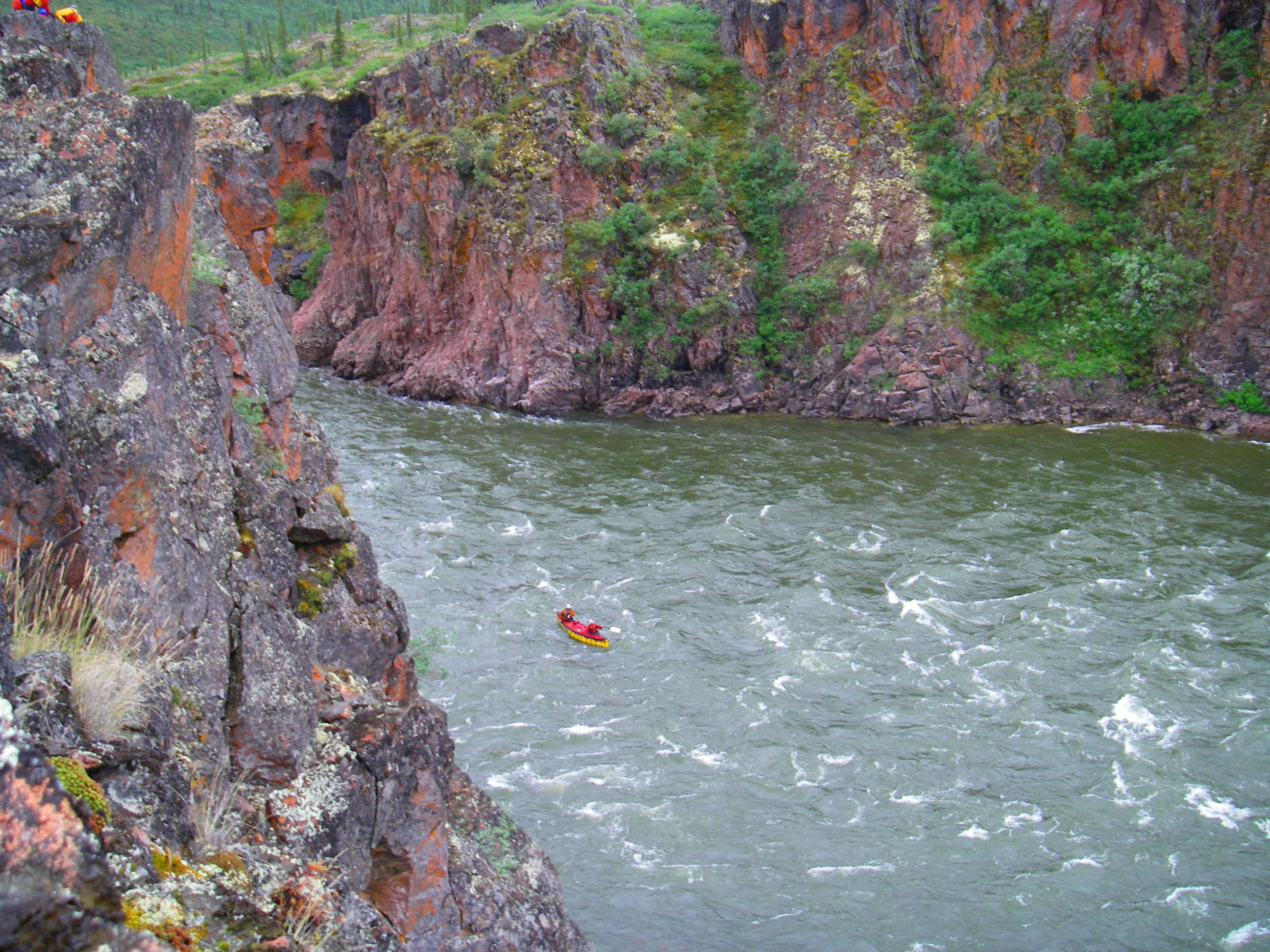
Stroomversnelling